# Велики Варадин
Велики Варадин, или Орадја (рум. Oradea, хебр. גרויסווארדיין) град је у Румунији, у северозападном делу земље, у историјској покрајини Кришана. Орадеа је управно средиште округа Бихор.
Велики Варадин се простире се на 115,56 km² и према последњем попису из 2021. године у граду је живело 183.105 становника.

## Географија
Велики Варадин се налази у средишњем делу историјске покрајине Кришана, северозападне покрајине у оквиру данашње Румуније. Град је удаљен 13 km од мађарске границе.
Велики Варадин се развио на месту од значајне прометне важности. Град је смештен у долини реке Кереш, на месту где она излази из побрђа Бихора у Панонску низију. Река Брзи Кереш протиче кроз град. Око града налази се веома плодна и густо насељена подгорина Бихора са воћњацима и виноградима. Западно од града пружа се Панонска низија, а источно планински масиви под шумама у пашњацима.

## Историја
Мађарски краљ Ладислав I је прогласио Велики Варадин седиштем римокатоличког бискупа 1080. године. Први документ о граду помиње се 1113. године под његовим латинским именом Варадинум. Рушевине тврђаве које су и данас видљиве у граду, је први пут поменута 1241. године током монголске најезде. Угарски краљ Жигмунд (Сигисмунд) је умро 1437. године а тело му је пренето у Велики Варадин где је сахрањено. Овде је 24. фебруара 1538. године склопљен Великоварадински мир између Фердинанда I од Аустрије и Јована Запоље. Запоља је добио титулу угарског краља и уступљен му је један део Угарске. Турци под командом Мохамед Сатурџи-пашом су га безуспешно опседали 1598. године. Заузеће је уследило опсадом града у лето 1660. године, да би га дефинитивно добили мировним уговором 1663. године, a 1692. Мађари повратили. У 17. веку овде је једно време било седиште Великоварадинског пашалука.
Град је доживео велики привредни успон крајем 19. и почетком 20. века. Велики допринос овом развоју дали су тада веома бројни Јевреји, који су пред Други светски рат чинили скоро трећину од 100.000 становника Великог Варадина. Град је 1890. имао 7 железничких линија, 17 цркава, 6 манастира, две катедрале, две бискупске палате, нов театар и градску већницу. Од 38.557 становника, већина су били Мађари, а било је и 2.527 Румуна. Римокатолика је било 12.030, реформата 10.880 и 10.114 Јевреја.
У кући Аурел Лазара је 12. 10. 1918. године, донета декларација о праву на самоопредељење трансилванијских Румуна. Дана 3. новембра у граду је образован румунски национални савет, у саставу: др Аурел Лазар (председник), Роман Циорогарију, Цориолан Поп, Џејмс Роџер, и други. Истог дана је основан и румунски војни савет у Великом Варадину. На дан великог уједињења (1. децембра 1918), велики број делегата из округа Бихор учествује у Великој народној скупштинини у Алба Јулији са једногласном жељом да се уједини са Краљевином Румунијом.
Након Првог светског рата Мађарска је одредбама Уговора из Тријанона морала да „Великој Румунији“ препусти сву Трансилванију и Кришану са Великим Варадином. Током Другог светског рата Велики Варадин је од 1940. до 1944. поново припадала Хортијевој Мађарској према одредбама изнуђене Друге бечке арбитраже. После рата град је враћен Румунији.
Велики Варадин има велики значај за јеврејску заједницу. Први јевреји су се населили током 15. века, што је једно од најранијих насељавања јеврејског становништва на тлу данашње Румуније. Током 1944, јеврејско становништво је подвргнуто понижавајућим расистичким законима. Током маја, гестапо је спровео депортације јевреја у нацистичке концентрационе логоре. Око 90% Јевреја из Великог Варадина настрадало је у тим логорима, нарочито у Аушвицу и Дахауу.
Град је познат и по надимку „мали Париз“.

## Срби у Великом Варадину
Крајем 16. века Дубровчани су са својом трговином досегли и Велики Варадин. Масовније досељавање Срба било је у више наврата; након пропасти српског устанка у Банату 1594. године и након велике сеобе Срба 1690. године. Комадант Великог Варадина је око 1689. године био племић Самуило Хорват "от Куртић", отац будућег руског генерала Србина, Јована Хорвата, који је ту и рођен.
Србин Теодор Аврамовић је у другој половини 18. века био проинспектор православних школа у округу "Велики Варадин". Он је тада саставио "Немецки и сербски словар". Србин Станковић је 1769. године оберкнез бихарског среза у Великом Варадину.
Српска школа је отворена у Великом Варадину 1769. године. Православна црква Успења Пресвете богородице подигнута је 1784. године. Сачувана је гравура из тог века са приказом истог храма, на којој пише да је подигнута "иждивенијем" Грка, Влаха и Славено-Срба. Прокопије Болић месни учитељ и књижевник, конкурисао је 1792. године за окружног школског надзорника.
Стефан Михајловић учитељ из Карловца, у половином 19. века је послао оба своја сина у Велики Варадин. Прво да похађају тамошњу гимназију а потом и студирају право.
У Великом Варадину је 10. јануара 1915. године рођен српски књижевник Бошко Петровић (1915—2001), председник Матице српске у Новом Саду и редовни члан САНУ у Београду.

## Становништво
| 2011.   |
| ------- |
| 196.367 |

Велики Варадин је одувек био град са више народа и вера. Историјску већину су чинили Мађари. Данас, Румуни чине већину градског становништва (70,04%), а од мањина присутни су Мађари (27,5%), Роми (1,2%), Немци (0,3%), Словаци (0,2%) и друге мање етничке заједнице (Јевреји, Бугари, Руси, Срби, Турци, Арумуни и Кинези). Некада бројне заједнице Јевреја и Немаца су готово нестале током 20. века.

## Архитектура
Архитектура Великог Варадина је мешавина грађевина из комунистичког доба, већином у предграђима, и лепих историјских здања из доба Аустро-угарске. Велики Варадин је као мали број градова у Румунији очувао старо градско језгро са бројним црквама и палатама. Уз барокне грађевине, ту је више изузетних примера архитектуре сецесије.
Бискупска палата, једна од најпознатијих грађевина Великог Варадина, конструисана је по цртежима италијанског архитекте Ђовани Батиста Рица. Завршио ју је аустријски архитекта Франц Антон Хилербрант 1770. Данас троспратна вила у облику слова U садржи 100 соба украшених фрескама, 365 прозора и фасаду са испрекиданим јонским капителима. Дом је „Музеју региона Кришана“.

## Градови побратими
Велики Варадин је побратимљен са следећим градовима:
- Линћепинг, Шведска
- Дебрецин, Мађарска
- Гиватајим, Израел
- Кослада, Шпанија
- Мантова, Италија
- Пиј де Дом, Француска

## Галерија
- Римокатоличка катедрала
- Градска кућа
- Пешачка улица
- Старе зграде на Тргу уједињења
- Православна црква
- Протестанска катедрала
- Градско позориште
- Фердинадов трг